# 田原坂

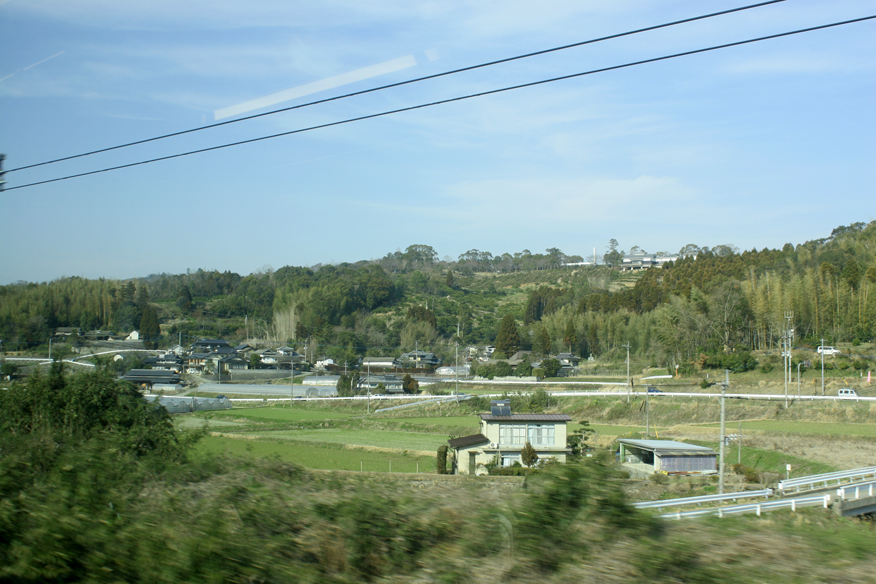
鹿兒島本線車窗所見的田原坂付近風景

田原坂（たばるざか）是熊本縣熊本市北區植木町豐岡一帶的地名，西南戰爭的古戰場，指定為國之史跡。也是民謠的曲名。

## 概要

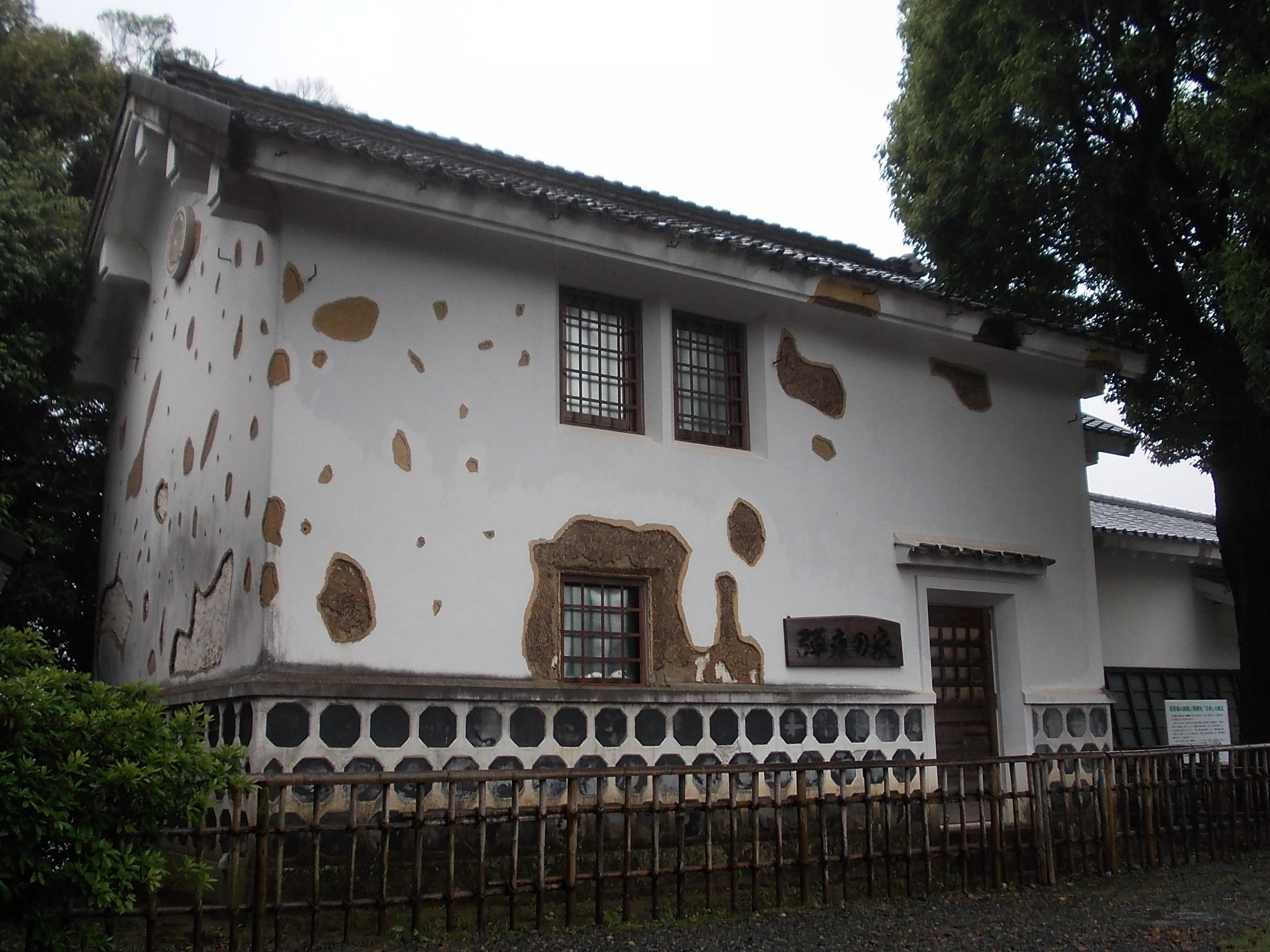
彈痕之家仍有西南戰爭的彈痕。旁邊有激戰遺跡的博物館。

作為杜鵑花、櫻花之名所的有名公園，園内有西南戰爭時激戰遺跡的資料館。付近有官軍墓地。此地已指定為金峰山縣立自然公園，2013年3月，以「西南戰爭遺跡」之一部指定為國之史跡。
據說電影『末代武士』的峽谷是以田原坂・吉次峠之戰為原型，劇中的風景似田原坂。

## 民謠
民謠「田原坂」描寫西南戰爭的慘烈，是日俄戰爭時為提高士氣所作。植木町的熊本市立五靈中學校在畢業典禮有演唱此曲的傳統。

## 關連項目
- 拔刀隊
- 田原坂車站
- 末代武士
- 金峰山縣立自然公園

## 外部連結
- 田原坂資料館